# 郑虎
郑虎（1938年6月—），男，浙江杭州人，中国药物化学家、药学教育家，曾任华西医科大学药学院院长、教授，中国药学会常务理事。